# Grutier
Le grutier est un opérateur de grues et de machineries de chantier.

## Formations

### France
Quelques formations peuvent mener à ce métier :
- Certificat d'aptitude professionnelle (CAP) Conducteur d'engins : travaux publics et carrières ;
- Brevet professionnel (BP) Conducteur d'engins de chantier de travaux publics[1] ;
- Titre professionnel (TP) Conducteur de grue à tour, GME-GMA.

Un certificat d'aptitude à la conduite en sécurité (CACES) est aussi exigé pour accéder à cette profession.

### Canada
Plusieurs formations relevant de chacune des provinces existent au Canada. Cependant, seule l'obtention de la certification Sceau rouge (Red Seal) permet la mobilité des travailleurs diplômés d'une province à l'autre.

#### Québec
Un diplôme d'études professionnelles (DÉP) en conduite de grues (870 heures de formation) est offert dans la province de Québec.